# Isak Hasselblatt
Isak Hasselblatt, född 1678 på Nuckö i Estland, död 27 september 1742 i Södra Vi socken, Östergötlands län, var en svensk präst i Röks församling.

## Biografi
Isak Hasselblatt föddes 1678 på Nuckö i Estland. Han var son till kyrkoherden Christian Hasselblatt. Hasselblatt blev 1698 student vid Kungliga Akademien i Åbo och 1706 konsistorienotarie i Reval. Han flydde 1710 från ryssarna och blev 1715 kyrkoherde i Röks församling. Hasselblatt avgick från tjänsten 10 maj 1732. År 1740 flydde han åter igen från ryssarna och hamnade i Södra Vi socken hos sin svärfader. Hasselblatt begravdes där den 27 september 1742.
Hasselblatt gifte sig första gången före 1707 med Rebecka Gahm (1680–1717). De fick tillsammans barnen Anna Catharina (född 1707), Christina Helena (1716–1718) och Carl Christian (1717–1717). Hasselblatt gifte sig andra gången med Catharina Hedvig Malm (död 1765). Hon var dotter till kyrkoherden L. Malm i Södra vi socken. De fick tillsammans barnen Hedvig Maria (1719–1721), Johan Fredrik (1721–1724), Ulrika Eleonora (1722–1758), Hedvig Sofia (1727–1729), Lars Ulrik (född 1729), Märta Lovisa (1730–1754), Margareta Charlotta (född 1731), Sven Joachim (född 1732) och Isak Reinhold (1740–1794).